# Bronte
Bronte (Bronti en siciliano) es una comuna siciliana de 18.496 habitantes de la provincia de Catania. Su superficie es de 249 km². Su densidad es de 74 hab/km². Las comunas limítrofes son Adrano, Belpasso, Biancavilla, Castiglione di Sicilia, Centuripe (EN), Cesarò (ME), Longi (ME), Maletto, Maniaci, Nicolosi, Randazzo, Sant'Alfio, Tortorici (ME), Troina (EN), y Zafferana Etnea.

## Evolución demográfica
| Gráfica de evolución demográfica de Bronte entre 1861 y 2001 |
|                                                              |
| Fuente ISTAT - elaboración gráfica de Wikipedia              |

- Datos: Q478240
- Multimedia: Bronte / Q478240

1. ↑  Worldpostalcodes.org, código postal n.º 95034.
2. ↑  «Codici Catastali». Comuni-italiani.it (en italiano). Consultado el 29 de abril de 2017.